# Squat

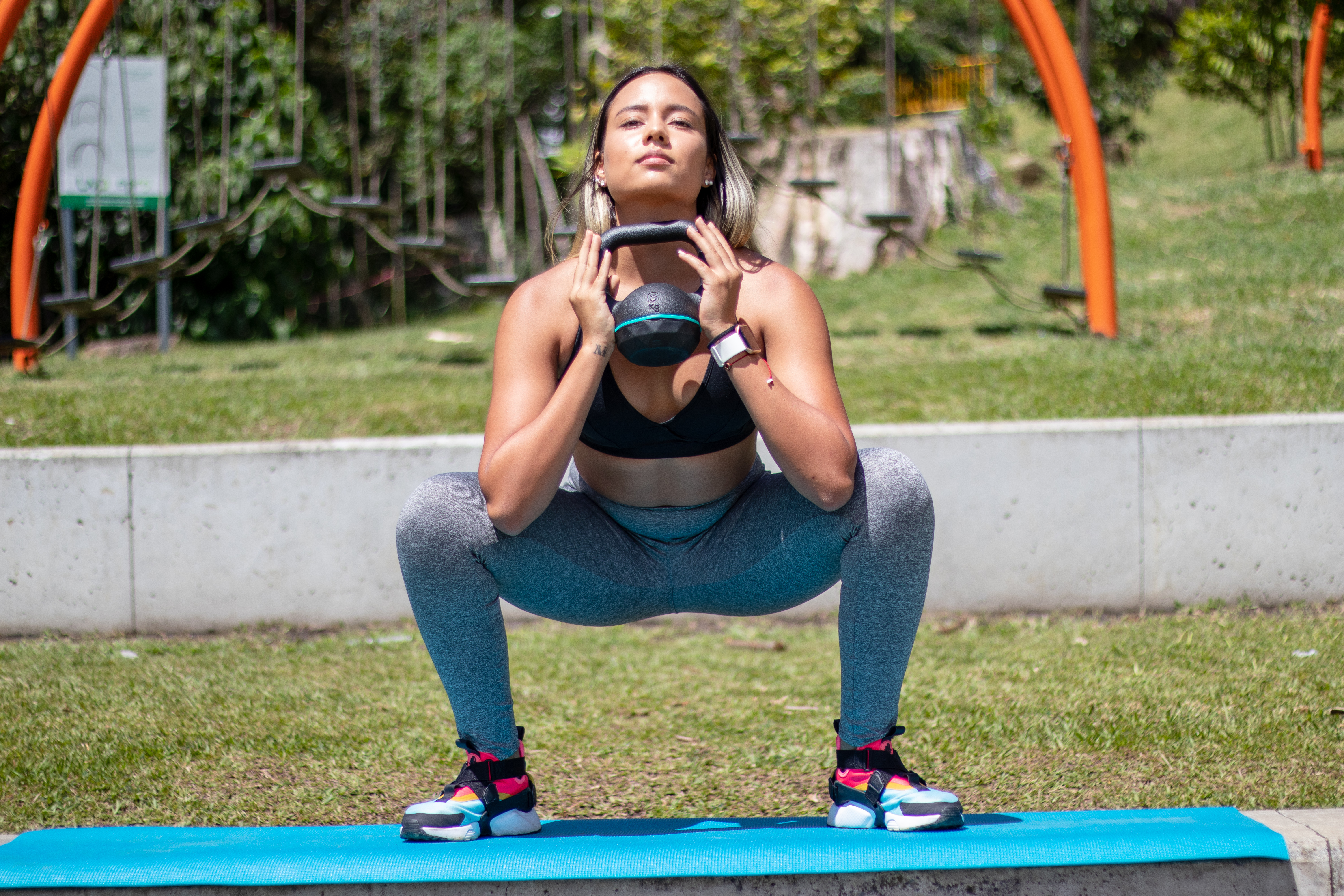
Bài tập squat đơn giản

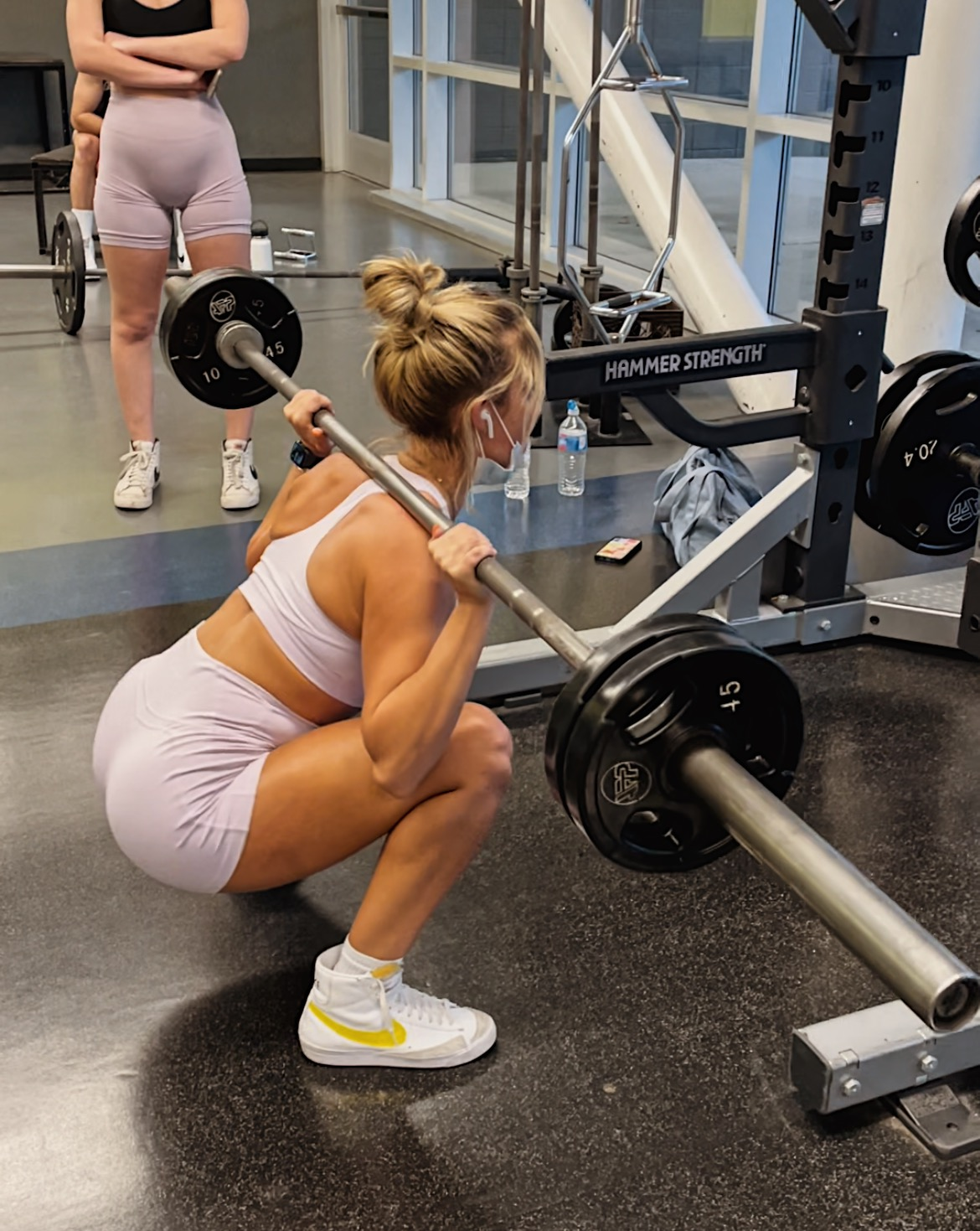
Squat kết hợp với tạ đòn gọi là bài ngồi xổm gánh tạ

Squat hay còn gọi là Ngồi xổm gánh tạ hoặc bài tập đổ mông là một bài tập thể lực, trong đó người tập hạ thấp hông từ tư thế đứng rồi đứng lên trở lại (tư thế nâng tạ). Trong lúc hạ thấp người, khớp hông và khớp gối gấp lại trong khi khớp mắt cá chân duỗi; ngược lại, khớp hông và khớp gối duỗi ra và khớp mắt cá chân gấp lại khi đứng lên. Squat được coi là một bài tập quan trọng để tăng độ mạnh và kích thước của các cơ phần thân dưới cũng như phát triển độ mạnh của các cơ lõi. Các cơ chủ vận chính bị tác động trong quá trình squat là bốn cơ đùi trước, cơ khép lớn và cơ mông lớn. Bài squat cũng là một bài tập isometric (đẳng cự) khi tác động đến cơ dựng cột sống và cơ bụng, và các cơ khác. Squat là một trong ba bài tập nâng trong môn thể lực sức mạnh tên là lực tạ (Powerlifting), cùng với deadlift và bench press (đẩy ngực). Nó cũng được coi là một bài tập cơ bản trong nhiều chương trình tập thể dục giải trí phổ biến. Ray Orlando Williams hiện đang giữ kỷ lục thế giới vì đã squat raw (có/không có trang bị trợ giúp) và được xét nghiệm chất kích thích nặng nhất với mức tạ 490 kg.

## Tác dụng

Động tác squat sử dụng tạ đòn sau lưng

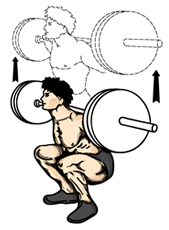
Động tác deep squat (squat sâu)

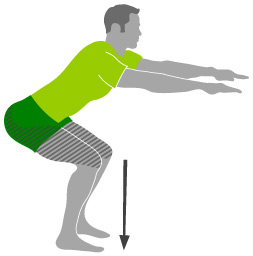
Squat sử dụng trọng lượng cơ thể

Mô phỏng squat sử dụng trọng lượng cơ thể

Khi thực hiện squat, những cơ bắp sau được rèn luyện trực tiếp: 
- Cơ đùi trước (Musculus quadriceps femoris)
- Cơ dựng cột sống (Musculus erector spinae)
- Cơ đùi sau (Ischiocrurale Muskulatur)
- Cơ mông (Musculus gluteus maximus])

Ngoài ra còn các cơ bắp khác cũng được phát triển:
- Cơ bên hông (Musculus transversus abdominis)
- Phần lớn các bắp chuối (Musculus soleus)
- Phần sau bắp chuối (Musculus gastrocnemius)
- Cơ bụng (Rectus abdominis muscle)
- Và các cơ bắp khác.